# إريش أوبرماير
إريش أوبرماير ((بالإنجليزية: Erich Obermayer)‏؛ مواليد 23 يناير 1953) لاعب كرة قدم نمساوي سابق شارك في كأس العالم 1978 و1982.

## مسيرته الكروية
لعب إريش أوبرماير خلال مسيرته الاحترافية مع نادِ واحدٍ في ثمانية عشر موسمًا وسجل خلالها 15 هدفًا ضمن 544 مباراة. حيث فاز في خمسة مواسم بالكأس وفي ثمانية مواسم بالدوري.
خاض إريش أوبرماير مسيرته مع نادي أوستريا فيينا في موسم 1971–72 ليلعب معه ثمانية عشر موسمًا، مشاركًا في 544 مباراة سجل خلالها 15 هدفًا.

## روابط خارجية
- إريش أوبرماير على موقع قاعدة بيانات كرة القدم.إي يو (الإنجليزية)
- إريش أوبرماير على موقع ناشيونال فوتبول تيمز (الإنجليزية)
- إريش أوبرماير على موقع عالم كرة القدم.نت (الإنجليزية)